# Aleksandras Lileikis
Aleksandras Lileikis (Paprūdžiai, 10 giugno 1907 – Vilnius, 26 settembre 2000) è stato un militare lituano con cittadinanza statunitense, a capo della Polizia di Sicurezza Lituana a Vilnius durante l'occupazione nazista della Lituania e autore dell'Olocausto in Lituania.
Firmò i documenti che consegnarono almeno 75 ebrei sotto il suo controllo alla Ypatingasis būrys, uno squadrone della morte collaborazionista lituano, e fu sospettato della responsabilità nell'omicidio di migliaia di ebrei lituani. Dopo l'occupazione sovietica della Lituania nel 1944, fuggì in Germania come sfollato. Rifiutato il permesso di immigrare negli Stati Uniti per il suo passato nazista, lavorò per la Central Intelligence Agency nei primi anni '50. Nel 1955 fu accolta la sua seconda domanda di permesso di immigrare negli Stati Uniti e si stabilì a Norwood nel Massachusetts, diventando cittadino naturalizzato nel 1976. Eli Rosenbaum, un investigatore dell'Office of Special Investigations, scoprì le prove dei crimini di guerra di Lileikis: il procedimento per la sua denaturalizzazione fu aperto nel 1994 e si concluse con la revoca della cittadinanza statunitense. Tornò in Lituania, dove fu accusato di genocidio nel febbraio 1998. Fu il primo processato per crimini di guerra nazisti nel blocco europeo post-sovietico. Morì di infarto nel 2000 prima che fosse raggiunto un verdetto.

## Biografia

### Primi anni
Nacque il 10 giugno 1907 da una famiglia di contadini a Paprūdžiai, nell'attuale comune distrettuale di Kelmė. Frequentò il ginnasio Žiburys a Kražiai e la scuola di guerra a Kaunas. Nel 1927 iniziò a studiare Giurisprudenza nell'Università della Lituania. Lavorò per la polizia criminale e successivamente per il Dipartimento per la sicurezza di Stato. Nel periodo 1931-1934 si occupò del dipartimento degli interrogatori, divenendo vice capo della polizia di sicurezza a Marijampolė nel 1934-1939. Fu promosso tenente nel 1938.

### Seconda guerra mondiale

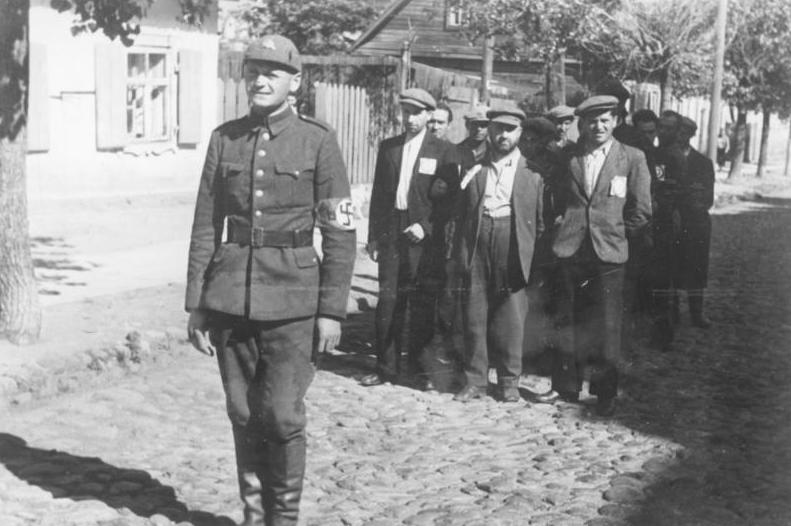
Collaboratore lituano con dei prigionieri ebrei, luglio 1941

Nel 1939, quando la Lituania ottenne Vilnius a seguito del Trattato di mutua assistenza sovietico-lituano, Lileikis divenne il vice comandante della polizia di sicurezza lituana del distretto di Vilnius; lavorò alla soppressione della resistenza polacca in Lituania e indagò sulla morte del soldato russo Butayev, evento sfruttato come pretesto ufficiale per l'ultimatum sovietico alla Lituania. Fuggì in Germania nel 1940 a causa dell'occupazione sovietica della Lituania e fece domanda per la cittadinanza tedesca nel giugno 1941.
Nell'agosto 1941, dopo l'invasione tedesca dell'Unione Sovietica e l'occupazione tedesca della Lituania, ritornò in Lituania per riorganizzare la Polizia di sicurezza lituana a Vilnius (circa 130 uomini) in base alle istruzioni ricevute in Germania sul modello della Gestapo, e completa di una speciale divisione (Komunistų-Žydų Skyrius) per trattare con "ebrei e comunisti": questo corpo ebbe giurisdizione sugli ebrei nascosti, sui non ebrei che aiutavano gli ebrei e sugli ebrei sospettati di associazioni comuniste.
Di solito gli ebrei fuggiti o sospetti venivano arrestati dalla polizia regolare e consegnati alla polizia di sicurezza per le indagini e gli interrogatori. La polizia di sicurezza avrebbe poi consegnato gli ebrei alla polizia tedesca o alla Ypatingasis būrys, uno squadrone della morte collaborazionista lituano noto per l'uccisione di circa 70.000 ebrei nella vicina Ponary. Agendo come un assassino da scrivania, Lileikis firmò i documenti consegnando almeno 75 ebrei alla Ypatingasis būrys, Lileikis fu perfettamente a conoscenza che gli ebrei sarebbero stati assassinati.
La polizia lituana si occupò anche dei partigiani sovietici e polacchi. Ad esempio, in un rapporto, nel periodo dal 16 febbraio al 21 marzo 1942, indicò che la polizia di Vilnius arrestò 319 persone di cui 137 furono inviate a Ponary: 73 ebrei, 23 comunisti, 14 membri della resistenza polacca, 20 falsari di documenti e 7 spie. I doveri relativi ai gruppi di non ebrei aumentarono con la diminuzione del numero di ebrei nel ghetto di Vilnius e con la crescita della resistenza antinazista.
Eli Rosenbaum dell'Office of Special Investigations (OSI) del Dipartimento di Giustizia statunitense, descrisse Lileikis come "un autore dell'Olocausto di alto livello". Neal Sher, ex capo dell'OSI, affermò che Lileikis "era altrettanto significativo e probabilmente più significativo di altri come Klaus Barbie" (condannato per crimini contro l'umanità nel 1987) e "uno strumento chiave nell'ingranaggio della distruzione di massa". Fu sospettato di essere responsabile della morte di migliaia o forse di decine di migliaia di ebrei.

### CIA e immigrazione negli Stati Uniti
Dopo l'invasione della Lituania da parte dell'Armata Rossa nel 1944, Lileikis fuggì in Germania. Nel 1947, mentre viveva in un campo a Bamberg, fu indagato per crimini di guerra dall'Army Criminal Investigation Command statunitense nonostante la poca documentazione disponibile sui crimini di guerra commessi in Lituania. Nel 1950, a Lileikis fu rifiutato il permesso di entrare negli Stati Uniti in base allo United States Displaced Persons Commission "a causa delle [sue] note simpatie naziste" e perché fu "sotto il controllo della Gestapo".
Fu reclutato per la Central Intelligence Agency (CIA) nel 1952 quando viveva a Monaco, descritto come membro dell'Unione nazionale lituana. Al momento del suo reclutamento, la CIA fu a conoscenza delle sue attività in tempo di guerra e della sua probabile complicità nei crimini di guerra: il suo fascicolo affermò che "era il capo della polizia di sicurezza lituana a Vilnius durante l'occupazione tedesca e che era forse collegato alla fucilazione degli ebrei a Vilnius." Tuttavia si ritenne che non vi fosse "alcuna informazione dispregiativa" su di lui, e fu autorizzato dal quartier generale della CIA il 5 marzo 1953. Lileikis ebbe poco interesse per lo spionaggio mentre fu invece interessato a utilizzare il suo lavoro di intelligence per ottenere il permesso di immigrare negli Stati Uniti. Furono pagati $ 1.700 all'anno per il suo lavoro di reclutamento di lituani nella Germania Est e per i lavori occasionali di traduzione e intelligence, ma non riuscì nel suo intento perché l'agenzia non lo aiutò a immigrare negli Stati Uniti, mentre Lileikis potrebbe invece aver aiutato altri collaboratori nazisti lituani a ottenere un lavoro nella CIA o ad immigrare negli Stati Uniti. Nel 1995, la CIA affermò che "non c'erano prove che questa Agenzia fosse a conoscenza delle sue attività in tempo di guerra". Questa affermazione fu descritta dal giornalista Eric Lichtblau come una "grossolana distorsione".
Nel 1955 fece nuovamente domanda per immigrare negli Stati Uniti. Sebbene la CIA avesse trasmesso delle informazioni negative alle autorità per l'immigrazione degli Stati Uniti, la sua domanda fu accettata senza alcuna spiegazione. Anche il vice di Lileikis, Kazys Gimžauskas, e altri tre subordinati immigrarono negli Stati Uniti. Si stabilì a Norwood nel Massachusetts e divenne un cittadino naturalizzato nel 1976. Fu accolto nella comunità lituana negli Stati Uniti; frequentò una chiesa cattolica lituana e lavorò come amministratore per una società di enciclopedie lituana, oltre a dipingere case per vivere. Sebbene potesse parlare inglese, preferiva la sua lingua madre.
Lo storico Timothy Naftali osserva che "la presenza di questo assassino di massa fu come un segnale per i compagni veterani della polizia segreta nella Lituania occupata dai nazisti che gli Stati Uniti, durante la Guerra Fredda, stavano perdonando questi omicidi".

## Stati Uniti contro Lileikis
Alla fine del 1982, Lileikis fu menzionato in un cablogramma inviato da Berlino come un potenziale criminale di guerra e capo della polizia di sicurezza lituana, che aveva avuto possibili collegamenti con l'Einsatzkommando 3, parte dell'Einsatzgruppen. La stessa settimana, un altro lituano-americano lo citò come un collaboratore nazista in un'intervista: ciò attirò l'attenzione di Eli Rosenblum, investigatore per l'OSI. Dopo aver raccolto delle informazioni su Lileikis, Rosenblum si recò nella sua residenza per interrogarlo. Lileikis ammise di essere stato a capo della polizia di sicurezza lituana, ma negò il suo coinvolgimento negli omicidi, affermando di aver svolto solo attività di sicurezza di routine, affermò anche di aver sentito delle voci secondo cui i tedeschi uccisero gli ebrei a Ponary, ma senza la partecipazione lituana.
Alla fine del 1994, l'OSI avviò un procedimento di denaturalizzazione civile, cercando di privare Lileikis della sua cittadinanza statunitense ai sensi della Sezione 340(a) dell'Immigration and Naturalization Act, che richiede ai procuratori distrettuali degli Stati Uniti di aprire i procedimenti civili contro i cittadini naturalizzati sospettati di mentire sui loro documenti di immigrazione. A quel tempo, Lileikis fu la persona più anziana ad essere soggetta a tale provvedimento. La CIA cercò di impedire l'apertura del caso, minacciando di non consentire la divulgazione di alcuni documenti riservati in tribunale. Descrivendo Lileikis come "uno dei più importanti collaboratori nazisti" indagato dagli Stati Uniti, l'OSI accusò Lileikis di aver mentito sulle sue attività durante la seconda guerra mondiale e sui suoi documenti di immigrazione. Lileikis rifiutò di commentare le accuse all'Associated Press e invocò il quinto emendamento quando fu interrogato dai pubblici ministeri.
Lileikis si rifiutò di fornire anche i più semplici dettagli sulla sua vita, come la data e il luogo di nascita. Secondo la legge federale, il quinto emendamento è applicabile solo nei procedimenti penali; l'accusa sostenne che Lileikis non avrebbe avuto diritto alla protezione del quinto emendamento perché non era soggetto ad un procedimento penale negli Stati Uniti. La difesa sostenne che Lileikis aveva un legittimo timore di essere perseguito in Lituania e quindi non doveva essere obbligato a testimoniare.
Nel 1995, il giudice Richard Stearns, del tribunale distrettuale degli Stati Uniti per il distretto del Massachusetts, stabilì che Lileikis non aveva diritto alla protezione del quinto emendamento perché il governo aveva un "legittimo bisogno della [sua] testimonianza" per far rispettare "le leggi organiche degli Stati Uniti". Il 16 novembre, accolse la mozione dell'accusa per costringere Lileikis a testimoniare; poiché si rifiutò ancora di testimoniare, il 18 dicembre l'accusa presentò un'altra mozione chiedendo che le accuse fossero ammesse, come se Lileikis avesse realmente confessato. Questa mozione fu accolta dalla corte il 9 gennaio 1996. Lo storico dell'Olocausto Yitzhak Arad e molti altri esperti presentarono delle dichiarazioni giurate insieme a più di mille pagine di documenti d'archivio relativi all'occupazione nazista della Lituania, all'Olocausto in Lituania e alle attività di Lileikis. Il 24 maggio 1996, Stearns lo ritenne responsabile della morte di decine di migliaia di ebrei. Il giudice osservò che Lileikis stava "tentando di sfruttare la classica difesa di Norimberga sostenendo che «stavo solo rispettando gli ordini»".

## Processo per genocidio in Lituania
Lileikis lasciò volontariamente gli Stati Uniti il 18 giugno 1996, utilizzando un passaporto lituano per tornare a Vilnius. I funzionari degli Stati Uniti dichiararono che gli sarebbe stata rifiutata la riammissione nel paese e le autorità polacche indicarono che poteva essere processato in Polonia per gli omicidi degli ebrei polacchi a Vilnius. La Lituania inizialmente indicò che non sarebbe stato perseguito per la mancanza di testimoni oculari. Nel 1997 affermò al quotidiano lituano Respublika che "tutti noi eravamo collaboratori, l'intera nazione, poiché si agiva secondo le leggi naziste" e ammise di aver commesso degli "errori".
Lileikis pubblicò un libro di memorie in lituano prima della sua morte, una fonte utile sulla sua vita anche se non "del tutto accurata" sulle attività durante la guerra, dove affermò di far parte della resistenza antinazista. La Lituania fu lenta nel perseguire Lileikis, in quel periodo il paese chiese l'adesione alla NATO e gli Stati Uniti risposero che il perseguimento di Lileikis e degli altri criminali di guerra sarebbe stata una forte prova dell'adesione ai "valori occidentali", considerato un prerequisito per l'adesione all'alleanza. Il messaggio fu rilanciato dal vicepresidente degli Stati Uniti Al Gore durante un incontro con il portavoce del Seimas nell'aprile 1997 e da trenta membri del Congresso in una lettera del novembre 1997 al Presidente della Lituania.
Il 6 febbraio 1998, Lileikis fu accusato del reato di genocidio dai pubblici ministeri lituani: fu il primo processo per crimini di guerra nazisti nell'Europa orientale post-sovietica. Comparve in tribunale nel novembre 1998, ma svenne dopo pochi minuti e fu portato via in ambulanza. Nell'occasione furono approvate tre leggi speciali per consentire il perseguimento continuo di Lileikis e del suo ex vice Gimžauskas (che aveva lasciato gli Stati Uniti nel 1995, affrontando a sua volta i procedimenti di denaturalizzazione): una di queste leggi consentì le prove video durante i processi per genocidio. Fu interrogato in video il 23 giugno 2000 ma dopo venti minuti il procedimento fu interrotto dal medico curante e Lileikis fu riportato in ospedale, successivamente il Dipartimento di Giustizia degli Stati Uniti e le organizzazioni ebraiche lo accusarono di fingersi malato.
Il Centro Simon Wiesenthal accusò le autorità lituane di aver deliberatamente prolungato il processo nella speranza che Lileikis morisse per cause naturali prima di poter essere condannato. Il processo fu ben pubblicizzato in Lituania. Lileikis morì per un attacco di cuore presso la clinica Santara a Vilnius il 26 settembre 2000, insistendo ancora sulla sua innocenza e sul fatto che fosse lui la vittima. Al suo funerale al cimitero di Vaiguva parteciparono un centinaio di persone, tra cui Mindaugas Murza, un nazionalista radicale.

### Approfondimenti
- (LT) Aleksandras Lileikis, Pažadinto laiko pėdsakais: atsiminimai, dokumentai, Vilnius, Valstiečių laikraštis, 2000, ISBN 978-9986-847-28-1.